# ياسين الشيخ الولي
ياسين الشيخ الولي (مواليد 10 أكتوبر 1998 في مدينة الزويرات، موريتانيا) هو لاعب كرة قدم موريتاني محترف يلعب في صفوف نادي ظفار العماني منذ ديسمبر 2020، حيث انضمّ إليه قادما من نادي نواذيبو الموريتاني الذي برز اللاعب في صفوفه لمدة سنوات وأحرز معه جميع الألقاب المحلية وشارك معه في المحافل القارية.